# Andy Kinnell
Andy Kinnell (Cowdenbeath, 14 febbraio 1947) è un ex calciatore scozzese, di ruolo difensore.

## Biografia
Anche suo fratello George e suo cugino Jim Baxter furono calciatori professionisti.

## Carriera
Kinnell si formò nel Cowdenbeath Royals, venendo ingaggiato nel 1964 dal Cowdenbeath. Con il Blue Brazil ottenne la promozione in massima serie grazie al secondo posto ottenuto nella Scottish Championship 1969-1970. La stagione 1970-1971 fu la prima di Kinnell in un campionato di primo livello e nel contempo l'ultima disputata in massima serie dal Cowdenbeath, poiché i Cowden retrocessero in cadetteria a causa del diciottesimo e ultimo posto ottenuto.
Kinnell rimase però a giocare nella Scottish Division One poiché venne ingaggiato per £8.000 dal St. Johnstone guidato dal tecnico Willie Ormond. Con i Saints gioca quattro stagioni nella massima divisione scozzese, retrocedendo però in cadetteria al termine della Scottish Premier Division 1975-1976, a causa del decimo e ultimo posto ottenuto.
Nel 1976 passa al Dundonald Bluebell, club con cui chiude la carriera nello stesso anno.